# Кріва (Хунедоара)
Кріва (рум. Criva) — село у повіті Хунедоара в Румунії. Входить до складу комуни Денсуш.
Село розташоване на відстані 293 км на північний захід від Бухареста, 37 км на південний захід від Деви, 117 км на схід від Тімішоари.

## Населення
За даними перепису населення 2002 року у селі проживали 38 осіб, з них 37 осіб (97,4%) румунів. Рідною мовою 37 осіб (97,4%) назвали румунську.